# تيفلت
تيفلت (بالأمازيغية: ⵜⵉⴼⵍⴻⵜ) هي مدينة مغربية بالوسط الشمالي للمملكة. تنتمي تيفلت لإقليم الخميسات وتضم 86709 ساكنا (إحصاء 2014).

## الموقع
تعتبر مدينة تيفلت من أهم المراكز الحضارية الفتية لإقليم الخميسات، وتأتي أهمية هذه المدينة من القبائل المجاورة لها، وتقع هذه المدينة في موقع استراتيجي إذ تعتبر الطريق الرابطة بين مدينة الرباط العاصمة الإدارية للمملكة المغربية ومدينة فاس العاصمة العلمية للمملكة وتبعد عن مدينة الخميسات مقر الإقليم ب25 كيلومتر وعلى بعد 56 كيلومتر شرق مدينة الرباط وتحد شمالا بجماعة مقام الطلبة وجنوبا بجماعة خميس سيدي حيى وشرقا بجماعة سيدي عبد الرزاق وجماعة آيت عبوا وغربا جماعة عين الجوهرة سيدي علال البحراوي.

## التسمية
يُحكى أن أحدهم قد ذهب لأداء فريضة الحج وجلب معه بذور الفلفل التي تسمى باللغة الأمازيغية “تيفلفلت” وزرعها على ضفة الوادي فأعطت غلة وفيرة، فاشتهرت المدينة بهذا النوع من الزراعة فأطلق عليها بسبب ذلك اسم “تيفلفلت” نسبة إلى هذا النوع من الخضرة، ومع مرور الأيام حذفت الفاء واللام تسهيلا للنطق فأصبحت تيفلت.

## التاريخ
مركز تيفلت ظهر مباشرة بعد التهدئة التي عرفتها المنطقة نتيجة الأوضاع المضطربة لقبائل زمور. هذه القبائل التي كانت تجوب المنطقة عموما في إطار نمط عيش «نصف ترحالي»، وهو النمط الذي ترتبت عنه صراعات بين القبائل الزمورية من جهة وقبائل زعير وبني حسن من جهة أخرى بهدف الاستيلاء على غابة المعمورة التي كانت توفر ظروف انتجاع مهمة كثيرا ما تحمست إليها هذه القبائل.
هذه الأوضاع المضطربة تم حسمها نهائيا من طرف المستعمر الفرنسي الذي جلبته أيضا أهمية المنطقة، فقام بتثبيت هذه القبائل وإنشاء اللبنة الأولى لبداية وظهور مراكز حضرية من جملتها: مركز تيفلت الذي أنشئ عام 1912.

### ثلاث مراحل تاريخية
- المرحلة الأولى قبل 1912 أي قبل الحماية:

اتسمت هذه المرحلة – كما ذكرنا آنفا – بسيادة ظروف مضطربة في إطار أوضاع «السيبة» المترتبة إما عن ضعف أو غياب السلطة المركزية خلفت تصارع قبائل زمور على غابة المعمورة مع قبائل زعير وبني حسن ابتداء من القرن 18
قدمت قبائل زمور من جنوب المغرب وبعد توقف مرحلي في منطقة الأطلس المتوسط، تقدموا نحو غابة المعمورة التي استولوا عليها في نهاية القرن 19. بقيت المنطقة، طيلة هذه الفترة، تعيش أوضاعا غير مستقرة سواء على المستوى الأمني (سيادة الاضطرابات) أو على مستوى نمط العيش (سيادة نمط العيش الترحالي والانتجاع إلى حدود سنة 1912
- المرحلة الثانية 1912 – 1956

من أهم المراحل التاريخية في المنطقة؛ لإن سنة 1912 صادفت دخول المستعمر الفرنسي إلى المنطقة. هذا الاختراق الذي قوبل - على المستوى الإقليمي خصوصا – بمواجهة عنيفة من طرف القبائل الزمورية، مما دفع المستعمر إلى إنشاء نقط ومواقع لمراقبة وتهدئة القبائل. من جملة نقط المراقبة تم اختيار موقع تيفلت لأهميته الإستراتيجية التي تسهل الهيمنة على المنطقة
أنشأ إذا المستعمر النواة الأولى لمدينة تيفلت؛ حيث أقام التجهيزات الأولى وهي ثكنة عسكرية وبعض المرافق الإدارية التي لم تباشر عملها إلا بعد انضمام القواد والشيوخ المحليين تحت لواء المستعمر. كل هذه العوامل مكنت مركز تيفلت من دور إشعاعي منحه إمكانية التطور والازدهار. بعد ذلك سيعرف المركز فترة شبه ركود أي بعد انسحاب الدور القيادي للمنطقة لصالح مدينة الخميسات سنة 1923، مما خلق أيضا شبه فراغ إداري إلى حدود سنة 1944 السنة التي تم فيها إنشاء مكتب الحالة المدنية بالمدينة، هذا العامل كان فعالا في إمكانية استئناف تطور المركز وازدهاره وإعادة الاعتبار إليه ولو على المستوى المحلي فقط. إضافة إلى هذا العنصر ازدادت أهمية المركز الإقليمية مع بداية دخول شبكة الطرق مرحلة الاستعمال وظهور السوق المركزي (سوق أربعاء مزورفة) وإنشاء بعض المحلات التجارية والخدماتية على طول الطريق الرئيسية التي كانت تستجيب لحاجيات المسافرين العابرين والسكان الوافدين ولحاجيات المستعمر. كل هذا مكن المركز من الانفتاح والتطور بالاستفاذة من الموارد المحلية
- المرحلة الثالثة 1956 إلى الثمانينات

و جاء الاستقلال بعد جلاء المستعمر
منحت فترة الاستقلال المدينة فرصة أخرى لإعادة النهوض والتطور تجلى ذلك في عدد من المشاريع التي أقيمت بها في مختلف الميادين. ففي الميدان الإداري مثلا أنشئ مكتب بريدي ومقر الدرك. كما توسعت الخدمات العمومية وأضيفت مدارس جديدة ومستوصف ومصحة للتوليد ووحدة للهلال الأحمر المغربي وثانوية، إضافة إلى مركز تجاري جديد بحي الفرح...إلخ
و بغض النظر عن كيفية استجابة هذه المرافق والمصالح لحاجيات المدينة وساكنيها؛ فإن ما لوحظ في هذه الفترة هو أن هذه الإمكانيات لعبت دورا مهما في نمو المركز الحضري، سواء على المستوى المجالي أو على المستوى الديمغرافي؛ لأن هذه الإمكانيات – مع تواضعها – شكلت لسكان منطقة زمور – الذين تفتقر أريافهم إلى أبسط الخدمات الضرورية – فرصة لا تعوض سواء من خلال الالتحاق بالمركز والاستقرار به نهائيا أو بهدف الاستقرار المؤقت أو لقضاء الأغراض الإدارية
كيفما كان الحال فإن ما يوفره المركز على مستوى الإقليم من مرافق في مختلف الميادين كان له الأثر البالغ في تقوية القدرات الجاذبة، مما فجر حركة هجرية تجلت آثارها على مستوى النسيج الحضري في التزايد الديمغرافي الهائل بالقياس الزمني وفي الاكتساح الكبير للمجال نتيجة للوثيرة المتسارعة لحركة البناء. فعلى سبيل المثال ارتفع عدد سكان مركز تيفلت من 7233 نسمة سنة 1960 إلى 14303 نسمة سنة 1971 وحوالي 31 ألف نسمة سنة 1984. (و أخيرا ما يناهز 70 ألف نسمة حسب الإحصاء العام للسكان والسكنى 2004
المهم أن هذه المرحلة الثالثة إلى حدود الثمانينات كانت بالنسبة لمدينة تيفلت أساسية في نموها وتطورها. ويذكر مارسيل ليسن أن مدينة تيفلت استمدت اسمها من كلمة بربرية هي:«تيفلفلت» التي تعني الفلفل، حيث عرفت المنطقة من قبل ازدهارا كبيرا لهذا المنتوج في الحقول التي كانت منتشرة على ضفاف واد تيفلت
.لكن مع هذا التطور الأخير لم تستطع مدينة تيفلت استعادة إشعاعها السابق الذي تكرس لمدينة الخميسات مركز الإ.قليم

## الجغرافيا

### التضاريس
تقع مدينة تيفلت في أسفل هضبة زمور على ارتفاع يقدر بحولي 300 متر بها ثلاث أنواع من التربة: منها تربة الحرش التي تمثل أعلى نسبة 40 في المائة وتليها تربة الحمري التي تمثل 35 في المائة بالإضافة إلى تربة الرمل التي تمثل 25 في المائة من مجموع تربة المدينة.

### المناخ
تعرف مدينة تيفلت جوا معتدلا رطبا كما تشهد أمطارا جد مهمة تتراوح 2500 ملل وتتراوح درجة الحرارة في فصل الصيف ما بين 20 و 40 درجة.وفي فصل الشتاء ما بين 10 و 3 درجات كما تصل قوة رياحها 60 كيلومتر في الساعة أحيانا. كما تتميز مدينة تيفلت بمعطيات جغرافية مهمة.

### مساحة
تتمثل في مركزها الذي يستولي على 10 كيلومترات مربعة ثم محيطها القروي الذي يهيمن على 16400 هكتار وكذلك المساحة العامة للفلاحة التي تبلغ 9000 هكتار والمساحة المستغلة 6700 هكتار ومعظم
الأراضي الفلاحية فهي أراضي البور حيث تشمل 6600 هكتار، أما الأراضي المسقية فهي لا تتجاوز 100 هكتار. أما بالنسبة للمراعي فتبلغ 1100 هكتار هذا بالإضافة إلى المجال الغابوي الذي يبلغ 1200 هكتار من مساحة المدينة. كما تبعد عنها غابة المعمورة ببضع كيلومترات، ولا تبلغ المساحة الغير المستغلة سوى 400 هكتار.أما عن تربية الماشية فهي تتميز بالازدهار ومن أهمها تربية الأغنام والأبقار وكذلك المعز والبغال. كما تتميز زراعتها بالتنوع بحيث نجد هناك زراعة القمح بنوعيه: الصلب الذي يشغل مساحة تقدر ب1800 هكتار والطري الذي يشغل مساحة تقدر ب 1600 هكتار، ونجد كذلك زراعة الشعير ب 1530 هكتار بالإضافة إلى الخرطال ب 100 هكتار وكذلك الجلبانة والبرسيم والحمص.
و يتبين مما سبق أن تيفلت منطقة فلاحية مهمة بسبب غزارة الأمطار التي تهطل عليها لقربها من المؤثرات البحرية المساهمة في اعتدال مناخها وتنوع تربتها التي تصلح جميعها للزراعة رغم اختلاف تركيبها، تم إن تربية الحيوانات اللازمة لتغذية الإنسان ذات أهمية كبيرة عند كثير من السكان إذ يقدمون لها اعتناء خاصا.
يضم زيادة إنتاجها وإعدادها وهي لا تقل شانا ولا مردودية عن الفلاحة والإعمال الأخرى.

## الصناعة التقليدية
تعد مدينة تيفلت واحدة من بين المدن التي تشتهر بها الصناعة التقليدية في المغرب، وأهم ما تتميز به المدينة
الزربية الزمورية بألوانها البهية الزاهية المستمدة من الطبيعة بما فيها من الألوان وصنع بديع أتقنه الخالق جل وعلا. ولاشك أن هذه الزربية تعكس صورة المرأة الزمورية بما تتمتع به من دوق ودقة في اختيار الألوان والأشكال وما تتصف به من صبر ورؤية، وليس من المبالغة إذا قلنا أن الزربية المحلية هي لوحة فنية تمثل منضرا مصغرا من مناظر الطبيعة الحية. كما تشتهر المدينة بالحنبل المزين “بالمزون” حيث يبدو وكأنه بساط جميل تتناثر فوقه قطع من شمس النهار. يصنع أغلبها في المنازل بشكل متفرق وعددها كبير وإن كان داخل هذه الصناعة منخفضا نسبيا إلا انه يقضي على الفقر ويخفف من حدة أزمة البطالة، وإضافة إلى ذلك تشتهر المدينة بصناعة القبعة المزركشة المزدانة بشتى الألوان والمرايا التي تعكس الضوء ونور الشمس من كل اتجاه ولها أنواع وأشكال تختلف باختلاف المواد الداخلة في صنعها من حرير حر أو صوف طبيعي المزين بالمزون البراق وجزيئات وحبيبات متألقة تلفت الانتباه وتسر الناضر. وأكثر السياح يوخدون بتألقها وبديع منظرها فلا يجدون بدا من شراءها خاصة حينما تتعلق أبصار وقلوب أطفالهم بها.
كما تشتهر المدينة بالفنون النسوية من خياطة وطرز وغيرها بوجود عدة مراكز للتكوين المهني.
و كذلك النقش على الزجاج وعلى الخشب وبالحناء على الأيادي.

## بنية تحتية
تتوفر مدينة تيفلت على مكتب وطني للماء الصالح للشرب يحتوي على خزانين كبيرين يبلغ ارتفاع الأول 28 متر وسعته 1500 متر مكعب ويقع في الحي الإداري، والأخر في الحجامة ارتفاعه 8 أمتار نصفه مدفون تحت الأرض وسعته 3000 متر مكعب والإنتاج اليومي 5200 متر مكعب، أما مصادر المياه فهي بئر الحجامة وعين نجدام وسد الكنزرة، والخزانان الموجودان الآن يمكن أن يسدا حاجيات المدينة.
أما بالنسبة للكهرباء فالمدينة تنار من المكتب الوطني للكهرباء الذي تأسس عام 1950 والواقع في وسط المدينة ويستمد الطاقة من معملي القنيطرة والدار البيضاء الحراريين وسد الكنزرة، وتبلغ قيمة الطاقة المنتجة 30 ألف فولت ويمكن تحويلها إلى 220 فولت و 330 فولت ويصل استهلاك المنزل الواحد تقريبا 2 كيلو وات كحد أقصى في اليوم الواحد، أما المتاجر والمعامل فترتفع فيها نسبة الاستهلاك إلى 4 كيلو وات في اليوم، هذا والتيار الكهربائي يكفي مدينة تيفلت رغم التوسع العمراني الذي تشهده مع الأخذ بعين الاعتبار الطلبات التي سترد على المكتب في المستقبل ويمكن استبدال الخطوط وقت العطب بخطوط أخرى فيها تيار من معملي الخميسات وزعير.

### التعليم
تتوفر المدينة على ما يفوق 10 مدارس ابتدائية عمومية زد على ذلك وجود عدد مهم من المدارس الخاصة التي يصل عددها إلى 7 مدارس، وتوجد أيضا إعداديتين: الأولى ابن اجروم التي فتحت أبوابها في وجه التلاميذ المغاربة في بداية شهر أكتوبر سنة 1961 بعد أن كانت خاصة بتعليم الجالية الأوروبية خصوصا الفرنسية منها، وتنتشر أقسام هذه الإعدادية على مساحة تزيد على 3 هكتارات وتعتبر المزود الأساسي لثانوية واد الذهب التي تقع في الحي الجديد، وتأوي هذه الثانوية طلبة أغلب المدينة بحيث تضم 31 حجرة للتمدرس، بالإضافة إلى قاعات التجارب العلمية، وخزانة وعدد من المكاتب الاداربة، كما يوجد بالثانوية قسم داخلي متوفر على جميع المرافق الضرورية. وللتخفيف من عبء الضغط على إعدادية ابن اجروم وثانوية واد الذهب اللتين يزداد عدد تلاميذهما باستمرار تم إنشاء إعدادية 3 مارس التي تعد المزود الرئيسي للثانوية التاهيلية عبد الكريم الخطابي وانشأت مؤخرا أي سنة 2008 ثانوية تاهيلية إدريس بنزكري المناضل الحقوقي ابن المنطقة وكذلك ثانوية إعدادية زينب النفزاوية.

### الصحة
يوجد بالمدينة مركز صحي يقع في وسطها، ومن أعماله الفحص الدقيق للمرضى وتشخيص الأمراض وكذلك قسم للحقن وصيدلية، كما يوجد مستوصف حضاري يقع بحي الأندلس ويتم فيه التلقيح والعناية بصحة الأم
و الطفل والتنظيم العائلي والصحة المدرسية وبه قسم لمحاربة داء السل. وفي الآونة الخيرة تم تدشين مستشفى عمومي يتوفر على قسم للولادة والمستعجلات وكذلك قسم للعمليات، ويتوفر على احدث الأجهزة.

### النشاط الرياضي
عرفت المدينة فريقا لكرة القدم يرجع تاريخ تأسيسه إلى أوائل الخمسينيات حيث كان يلعب أنداك ادوار طلائعية،
و في القسم الشرفي، شارك خلال هذه الفترة في مباريات السد لكن الحظ لم يكن بجانبه، وبفضل صمود لاعبيه وتضحيات المشرفين عليه وغيرة جمهوره الفتي بقي صامدا إلى أن تغلب على جميع العراقيل التي كانت تقف أمامه، وفي سنة 1983 استطاع فريقنا بعد انتصاره على اولمبيك وزان بالرباط والعرائش بمكناس الصعود إلى قسم الهواة، فهو يتوفر على لاعبين ممتازين وجيل من اللاعبين الشبان والصاعد الذي يبشر بالخير لهذه المدينة. وتتوفر المدينة أيضا على فريق وداد تيفلت للعدو الريفي والعاب القوى الذي انجب العديد من العدائين الوطنيين. ولا ننسى كذلك أن المدينة أنجبت حكما من العيار الثقيل وكان أول حكم عربي وإفريقي يحكم نهاية كاس العالم، وقد شرف المغرب وخاصة مدينة تيفلت ألا وهو سعيد بلقولة الذي وافته المنية ودفن بمسقط رأسه.ولا ننسى نجم المنتخب المغربي لاعب ليفربول الاعب الصاعد نبيل الزهر فهو ابن هاته المدينة ولد في دوار العدير بعد وفاة أبوه انتقل هو وأمه إلى بلاد المهجر فرنسا

### التعمير
تحضى مدينة تيفلت بأهمية كبيرة في ميدان التعمير نضرا لموقعها الجغرافي المهم وتتجلى هذه الأهمية في تعدد عدد السكنية التي وصلت إلى ما يزيد على 10 إحياء سكنية وأولها حي الفرح الذي عرف نموا عمرانيا محكما ويتوفر على جميع التجهيزات الضرورية. ثم حي الأمل الذي يقع شرق المدينة، وحي السلام الذي يعتبر من الأحياء الفتية بالمدينة، وحي التقدم، وحي النهضة الذي يوجد في ملتقى 3 طرق رئيسية داخل المدينة، وحي الأندلس بشطريه الشمالي والجنوبي والذي يضم أضخم البنايات وأجملها بالمدينة، ويتوفر على عدة مناطق خضراء، وحي السعادة الذي كان عبارة دور الصفيح يفتقر إلى الشروط الصحية وتم أخيرا إحداث تجزئة سكنية بهذا الحي. ويوجد بالمدينة كذلك الحي الجديد الذي تم إنشائه بمشاركة البرنامج العالمي للتغذية الذي لم يذخر أي جهد ليكون هذا الحي في مستوى الطموح العمراني الذي تعرفه بلادنا. كما تضم المدينة الحي الاقتصادي وحي الرشاد الذي يعتبر من أكبر أحياء المدينة مساحة.
خلاصة:
و مع كل هذه الايجابيات فالمدينة تعرف تدهورا ملحوظا في جميع الميادين والمتعلقة بالأوضاع التنموية
و الاجتماعية لكي تستمر المدينة، وخصوصا البنية التحتية المتدهورة، وعدم انجاز أو إكمال عدة مرافق مهمة وجعلها تحفة لتخريب المنظر العام للمدينة، كما هو الحال بالنسبة للمجمع الثقافي سابقا والقصر البلدي حاليا الذي انشأ برفقة صور ضخم لكي يقوم بتغطية أحد أكبر الأحياء ا لمهمشة (دوار القطبيين)الذي كان مطلا على الطريق الرئيسية، بدل مواجهة الواقع وإعادة هيكلة الحي تم إخفاءه عن الأنظار لكي تستفحل ظاهرة الجريمة والفساد والترويج المفضوح للمخدرات وتخريبه لأدمغة الشباب وما يثير الانتباه أن المدينة أمست تتراجع بشكل مذهل من الناحية التنموية والاجتماعية والاقتصادية والبنية التحتية، التي لم تتم صيانتها منذ عشرات السنين. وتبقى الشعلة التي تنير المدينة وتجعلها تستمر هي فعاليات المجتمع المدني التي تنشط في المنطقة بفضل الإمكانيات الخاصة في غياب دعم المجلس البلدي تحت مبررات وذرائع واهية. ومن ابرز هذه الجمعيات الفاعلة نجد جمعية تيفلتواز حياة جديد، جمعية الشباب لأجل الشباب، نادي حقوق الطفل، منظمة الطلائع أطفال المغرب، نادي أولاد الشعب، وغيرها من الجمعيات النشيطة.